# Tadeusz Konkiewicz
Tadeusz Konkiewicz (ur. 28 sierpnia 1906 w Krakowie, zm. 24 maja 1956 tamże) – polski piłkarz, obrońca.

## Życiorys
Był ligowym piłkarzem Garbarni Kraków. W jej barwach w 1931 został mistrzem Polski. W reprezentacji Polski wystąpił tylko raz, w rozegranym 26 października 1930 spotkaniu z Łotwą, które Polska wygrała 6:0.